# Atletismo nos Jogos Pan-Americanos de 2015 - Salto em altura masculino
A competição do salto em altura masculino  foi um dos eventos do atletismo nos Jogos Pan-Americanos de 2015, em Toronto. Foi disputada no Estádio CIBC de Atletismo Pan e Parapan-Americano no dia 25 de julho.

## Calendário
Horário local (UTC-4).
| Data        | Horário | Fase  |
| ----------- | ------- | ----- |
| 25 de julho | 18:50   | Final |

## Medalhistas
| Ouro   | CAN Derek Drouin  |
| Prata  | CAN Michael Mason |
| Bronze | BAH Donald Thomas |

## Recordes
Recordes mundial e pan-americano antes da disputa dos Jogos Pan-Americanos de 2015.
| Tipo                             | Atleta           | Marca  | Local         | Data                |
| -------------------------------- | ---------------- | ------ | ------------- | ------------------- |
|                                  | Javier Sotomayor | 2,45 m | Salamanca     | 27 de julho de 1993 |
| Recorde dos Jogos Pan-Americanos | Javier Sotomayor | 2,40 m | Mar del Plata | 25 de março de 1995 |

## Resultados

### Final
| Colocação         | Atleta            | Nacionalidade      | 2.15 | 2.20 | 2.25 | 2.28 | 2.31 | 2.34 | 2.37 | 2.41 | Marca | Notas                |
| ----------------- | ----------------- | ------------------ | ---- | ---- | ---- | ---- | ---- | ---- | ---- | ---- | ----- | -------------------- |
| Medalha de ouro   | Derek Drouin      | CAN Canadá         | o    | o    | o    | xo   | o    | xxo  | xo   | xxx  | 2.37  | Recorde da temporada |
| Medalha de prata  | Michael Mason     | CAN Canadá         | o    | o    | o    | xo   | o    | xxx  |      |      | 2.31  |                      |
| Medalha de bronze | Donald Thomas     | BAH Bahamas        | o    | o    | o    | xo   | xxx  |      |      |      | 2.28  |                      |
| 4                 | Jeron Robinson    | USA Estados Unidos | o    | o    | xo   | xxo  | xxx  |      |      |      | 2.28  |                      |
| 4                 | Jesse Williams    | USA Estados Unidos | o    | o    | xo   | xxo  | xxx  |      |      |      | 2.28  |                      |
| 6                 | Ryan Ingraham     | BAH Bahamas        | o    | o    | o    | xx–  | x    |      |      |      | 2.25  |                      |
| 7                 | Fernando Ferreira | BRA Brasil         | xo   | o    | xxx  |      |      |      |      |      | 2.20  |                      |
| 7                 | Edgar Rivera      | MEX México         | xo   | o    | xxx  |      |      |      |      |      | 2.20  |                      |
| 9                 | Talles Silva      | BRA Brasil         | o    | xxo  | xxx  |      |      |      |      |      | 2.20  |                      |
| 10                | Eure Yáñez        | VEN Venezuela      | o    | xx–  | x    |      |      |      |      |      | 2.15  |                      |
| 11                | Sergio Mestre     | CUB Cuba           | xo   | xxx  |      |      |      |      |      |      | 2.15  |                      |

Legenda
| Recorde mundial                  | Recorde mundial (World record)               |                       | Recorde africano                      | Recorde africano (African) |                                           | Q | Classificado por posição (Qualified) |
| Recorde dos Jogos Pan-Americanos | Recorde pan-americano (Pan-American record)  | Recorde da América    | Recorde da América (Americas)         | q                          | Classificado por melhor tempo (Qualified) |   |                                      |
| Melhor marca do ano              | Melhor marca do ano (World leading)          | Recorde asiático      | Recorde asiático (Asian)              | DNS                        | Não largou (Did not start)                |   |                                      |
| Recorde nacional                 | Recorde nacional (National record)           | Recorde europeu       | Recorde europeu (European)            | DNF                        | Não terminou (Did not finish)             |   |                                      |
| Recorde pessoal                  | Recorde pessoal do atleta (Personal best)    | Recorde da Oceania    | Recorde da Oceania (Oceania)          | DSQ / DQ                   | Desclassificado (Disqualified)            |   |                                      |
| Recorde da temporada             | Recorde da temporada do atleta (Season best) | Recorde sul-americano | Recorde sul-americano (South America) | NM                         | Sem marca (No mark)                       |   |                                      |